# Wonder (альбом Шона Мендеса)
Wonder (укр. Чудо) — четвертий студійний альбом канадського співака Шона Мендеса, виданий лейблом Island Records 4 грудня 2020. До альбому увійшли сингли «Wonder», «Monster» з Джастіном Бібером та «Call My Friends». Продюсерами альбому стали Мендес, Френк Дьюкс, Кід Гарпун та інші.

## Створення та просування
У серпні 2020 року Шон Мендес наніс на праву руку татуювання слова «wonder», що згодом виявиться назвою альбому та його провідним синглом. 30 вересня 2020 року співак у своїх соціальних мережах почав поширювати матеріали з написом «WHAT IS #WONDER». Через кілька годин він оголосив назву та дати виходу як провідного синглу, так і альбому, а також випустив інтермедію «Intro», першу доріжку в альбомі. Попереднє замовлення альбому було доступне на потокових сервісах 30 вересня.
Про Wonder Мендес сказав: «Насправді здається, що шматок мене записаний на папір і записаний у пісні. Я намагався бути таким справжнім і таким же чесним, як ніколи раніше. Це світ і подорожі, мрії та альбом, який я прагнув зробити вже дуже давно. Я його дуже люблю. Дякую, що ви були поруч із мною стільки років. Я всіх вас так люблю».
Для просування альбому 23 листопада 2020 року на Netflix вийшов повнометражний документальний фільм «Шон Мендес: У чуді» режисера Гранта Сінгера, який описує останні кілька років життя Мендеса, включаючи його піднесення до слави, його світовий концертний тур 2019 року і створення Wonder. Мендес став виконавчим продюсером фільму, який був відзначений нагородою Спеціальний вибір на Міжнародному кінофестивалі у Торонто 2020.
Мендес оприлюднив треклист альбому через Spotify, який оновлювався щодня, починаючи з 2 листопада 2020 року. 13 листопада Мендес показав треклист у соціальних мережах.

## Сингли
«Wonder» вийшов як провідний сингл з альбому 2 жовтня 2020 року. В цей же час, вийшов тизер та відеокліп на пісню. «Monster» у співпраця з канадським співаком Джастіном Бібером, вийшов як другим синглом 20 листопада. «Call My Friends» вийшов як третій сингл разом із виходом альбому 4 грудня.

## Реакції критиків
Metacritic, що присвоює нормалізований рейтинг 100-бальний на підставі рецензій мейнстрімових критиків, альбом отримав середній бал 65 зі 100, що вказує на «загалом сприятливі відгуки» на основі дев'яти відгуків.
Джон Долан, оглядач Rolling Stone, визначив Wonder як переконливу суміш «юнацької пристрасті» та «агонії перехідного від», схарактеризував альбом як «грандіозний» із фоновими приспівами та драматичними барабанами із сентиментальними текстами, натхненними Камілою Кабельйо. Крейг Дженкінс з Vulture назвав альбом передбачуваним, але похвалив Мендеса за вдосконалення вокалу. Він описав його як «альбом для навушників, повний інтригуючих тонів, пишних фактур і несподіваних поворотів», із «короткими і солодкими» піснями, в яких бракує енергії його хітових синглів 2016 року «Treat You Better» і «Mercy». Квін Мореленд з Pitchfork зазначив, що альбом «наївний — і смутно жахливий», в той час як він висловив думку, що «приємно бачити, як його чашка так рясно переповнюється, але майже постійний трепет швидко набридає». Він також зазначив, що Wonder є «найбільш авантюрним альбомом Мендеса», але що «кожна пісня страждає від однієї і тієї ж проблеми: продюсування, яке намагається компенсувати ліричну м'якість шляхом примусової вставки драми». Він закінчив свій огляд тим, що Мендес «досі не заявив про себе, так, що б це справді його вирізнило».
Назвавши Мендеса північноамериканською версію Еда Ширана, критик Ґардіана Алексіс Петрідіс відзначив вокальне виконання Мендеса та «важливі» підліткові теми, які піднімаються у Wonder, таких як тривога і токсична маскулінність, але вважає, що це дефіцит особистості, критикуючи «найменш привабливе» продюсування та формульні балади зі структурою «важкий-вірш-епічний-приспів». Лія Грінблатт, у статті для Entertainment Weekly, стверджує, що в альбомі Мендес «все ще відкриває себе в режимі реального часу», відчуває себе вільно, висловлює сексуальну напругу і розмірковує про ранню славу, і відзначила пісні «Call My Friends», «Dream» та «Song for No One» як найкращі треки. У менш сприятливому огляді Гелен Браун із Індепендента написала, що Wonder хронізує «боротьбу самотнього гастрольного музиканта, який далеко від своєї дівчини», і зробила комплімент вінтажному звучанню альбому, але назвала пісні неоригінальними. Мальвіка Падін, у статті для Clash, зазначила, що альбом «амбіційний» і «наповнений емоціями», але також написала, що він не завжди досягав успіху, часом «відчуваючи себе занадто дрібним, щоб він міг бути таким вражаючим, яким задумав бути Мендес», але назвав альбом вартим прослуховування. Джон Караманіка з Нью-Йорк таймс відзначив, що Мендес «розуміє, як підняти свій голос від скиглення до дзвону», але відчув, що «його тексти звиваються і перестають бути справжніми почуттями, а його ритмічні виконання відчуваються менш згуртованими» і що платівка була «набагато менш відшліфованою» порівняно з попередніми двома альбомами. Дописувач Stereogum Кріс Девіл назвав Wonder «найкращим (або принаймні найцікавішим)» альбомом Мендеса, вітаючи його зростання як автора пісень, хоча він зазначив, що часом платівка «стає жертвою тих самих надто широких казкових кліше-історій кохання.»

## Комерційна успішність
Wonder дебютував на першій сходинці канадського чарту «Billboard» Canadian Albums Chart, завдяки найвищим продажам та цифровому завантаженню пісень, а також другий за популярністю на стрімінгових платформах за тиждень. Він став четвертим альбомом Мендеса на чолі чарту в Канаді.
Wonder дебютував під номером один в американському чарті Білборд 200 з обсягами продажів у 89 000 альбомно-еквівалентних одиниць (включаючи 54 000 реальних продажів), ставши четвертим поспіль альбомом Мендеса, що очолив чарт. Це зробило Мендеса наймолодшим виконавцем серед чоловіків, який увійшов до рейтингу Білборд 200 з чотирма студійними альбомами, і четвертим наймолодшим виконавцем в історії, чиї чотири альбоми очолили Білборд 200. Загалом треки альбому зібрали 46,92 млн потокових відтворень за перший тиждень. За другий тиждень Wonder опустився на 25 сходинку в Білборд 200.

## Треклист
| Треклист Wonder | Треклист Wonder                 | Треклист Wonder                                                         | Треклист Wonder                                             | Треклист Wonder |
| #               | Назва                           | Автор                                                                   | Продюсер(и)                                                 | Тривалість      |
| --------------- | ------------------------------- | ----------------------------------------------------------------------- | ----------------------------------------------------------- | --------------- |
| 1.              | «Intro»                         | Шон Мендес Адам Фіні [en] Скотт Гарріс [en] Тобіас Джессо молодший [en] | Мендес Кід Гарпун [en] Гарріс [a] Нейт Мерсеро [a]          | 1:02            |
| 2.              | «Wonder»                        | Мендес Гарріс Томас Галл [en] Мерсеро                                   | Мендес Кід Гарпун Мерсеро Гарріс [a]                        | 2:52            |
| 3.              | «Higher»                        | Мендес Гарріс                                                           | Мендес Кід Гарпун Мерсеро Гарріс [a] Sly [a]                | 2:40            |
| 4.              | «24 Hours»                      | Мендес Гарріс Галл Мерсеро                                              | Мендес Кід Гарпун Гарріс Мерсеро [a]                        | 2:30            |
| 5.              | «Teach Me How to Love»          | Мендес Гарріс Галл Мерсеро                                              | Мендес Кід Гарпун Мерсеро Гарріс [a]                        | 3:22            |
| 6.              | «Call My Friends»               | Мендес Гарріс Джон Раян II [en] Галл Мерсеро                            | Мендес Кід Гарпун Раян Мерсеро [a] Гарріс [b]               | 2:51            |
| 7.              | «Dream»                         | Мендес Гарріс Галл Мерсеро                                              | Мендес Кід Гарпун Мерсеро Гарріс [a]                        | 3:34            |
| 8.              | «Song for No One»               | Мендес Гарріс Мерсеро Фіні                                              | Мендес Френк Дьюкс [en] Мерсеро Кід Гарпун [a] Гарріс [a]   | 3:11            |
| 9.              | «Monster» (з Джастіном Бібером) | Мендес Bieber Фіні Ештон Сіммондс [en] Мустафа Ахмад [en]               | Дьюкс Метью Тавареш [en] [a] Каан Гюнесберк [a]             | 2:58            |
| 10.             | «305»                           | Мендес Гарріс Галл Мерсеро                                              | Кід Гарпун Мерсеро Гарріс [a]                               | 3:09            |
| 11.             | «Always Been You»               | Мендес Джессо молодший Гарріс Зубін Таккар                              | Мендес Кід Гарпун Мерсеро Гарріс [a]                        | 2:47            |
| 12.             | «Piece of You»                  | Мендес Гарріс Раян II Ерік Фредерік [en]                                | Мендес Ріккі Рід [en] Кід Гарпун [a] Мерсеро [a] Гарріс [a] | 2:55            |
| 13.             | «Look Up at the Stars»          | Мендес Гарріс Галл                                                      | Мендес Кід Гарпун Мерсеро [a] Гарріс [a]                    | 3:31            |
| 14.             | «Can't Imagine»                 | Мендес                                                                  | Мендес Кід Гарпун Мерсеро [a] Гарріс [a]                    | 2:29            |
| 39:58           |                                 |                                                                         |                                                             |                 |

| Wonder (Holiday Deluxe) track listing | Wonder (Holiday Deluxe) track listing               | Wonder (Holiday Deluxe) track listing                    | Wonder (Holiday Deluxe) track listing | Wonder (Holiday Deluxe) track listing |
| #                                     | Назва                                               | Автор                                                    | Продюсер(и)                           | Тривалість                            |
| ------------------------------------- | --------------------------------------------------- | -------------------------------------------------------- | ------------------------------------- | ------------------------------------- |
| 15.                                   | «The Christmas Song» (із Камілою Кабельйо)          | Роберт Веллс [en] obert Wells (songwriter) Мел Торм [en] | Мерсеро Бен Дарвіш [a]                | 3:16                                  |
| 16.                                   | «Can't Take My Eyes Off You» (Концертна версія BBC) | Боб Крею [en] Боб Гаудіо [en]                            | Таккар                                | 3:24                                  |
| 46:48                                 |                                                     |                                                          |                                       |                                       |

| Wonder (Deluxe) track listing | Wonder (Deluxe) track listing                             | Wonder (Deluxe) track listing        | Wonder (Deluxe) track listing        | Wonder (Deluxe) track listing |
| #                             | Назва                                                     | Автор                                | Продюсер(и)                          | Тривалість                    |
| ----------------------------- | --------------------------------------------------------- | ------------------------------------ | ------------------------------------ | ----------------------------- |
| 17.                           | «Wonder» (Акустична)                                      | Мендес Гарріс Галл Мерсеро           | Мерсеро Таккар                       | 2:53                          |
| 18.                           | «Wonder» (Ремікс Surf Mesa)                               | Мендес Гарріс Галл Мерсеро           | Мендес Кід Гарпун Мерсеро Гарріс [a] | 3:18                          |
| 19.                           | «Intro» (Наживо із The Wonder Residencies)                | Мендес Гарріс Фіні Джессо молодший   | Таккар                               | 1:09                          |
| 20.                           | «Wonder» (Наживо із The Wonder Residencies)               | Мендес Гарріс Галл Мерсеро           | Таккар                               | 2:54                          |
| 21.                           | «Dream» (Наживо із The Wonder Residencies)                | Мендес Гарріс Галл Мерсеро           | Таккар                               | 3:41                          |
| 22.                           | «Song for No One» (Наживо із The Wonder Residencies)      | Мендес Гарріс Фіні Мерсеро           | Таккар                               | 3:16                          |
| 23.                           | «Always Been You» (Наживо із The Wonder Residencies)      | Мендес Гарріс Таккар Джессо молодший | Таккар                               | 3:32                          |
| 24.                           | «Look Up at the Stars» (Наживо із The Wonder Residencies) | Мендес Гарріс Галл                   | Таккар                               | 4:16                          |
| 71:45                         |                                                           |                                      |                                      |                               |

Notes
- ↑  позначає додаткового продюсера
- ↑  позначає асистента продюсера

## Автори
Інформацію про авторів отримано із сервісу Tidal.
Музиканти
- Шон Мендес — вокал (all tracks), фортепіано (1, 2, 6, 7, 13, 16, 18, 19, 24), синтезатори (1, 2, 11, 18), додатковий вокал (5), клавішні (5), гітара (10, 14), беквокал (11), акустична гітара (22, 23)
- Нейт Мерсеро — гітара (1–3, 5–8, 10–13, 18), духові (1, 2, 11, 13, 18), синтезатори (1, 4, 6–8, 11), барабани (2, 8, 10, 11, 17, 18), бас (3–6, 10, 11, 17), перкусія (5, 8), валторна (8, 15, 17), дзвіночки (8), мелотрон (8), струнна композиція (8, 15, 17), скрипка (8), беквокал (11), фортепіано (17)
- Кід Гарпун[en] — синтезатори (1, 2, 4–7, 10–13, 18), барабани (2, 3, 5–7, 10, 12, 13, 18), гітара (2, 5–7, 10, 13, 18), програмування[en] (2, 3, 5–7, 11, 13, 18), бас (4, 10, 12, 13), фортепіано (4, 11), додатковий вокал (5), струнна композиція (5), орган Wurlitzer[en] (5), беквокал (11)
- Еді Леманн Боддікер — аранжування приспіву (2, 4, 8, 17, 18), беквокал (2, 4, 17, 18)
- Клайдін Джексон — беквокал (2, 4, 8, 17, 18)
- Джарретт Джонсон — беквокал (2, 4, 8, 17, 18)
- Наянна Голлі — беквокал (2, 4, 8, 17, 18)
- Тоні Скраггз — беквокал (2, 4, 8, 17, 18)
- Скотт Гарріс[en] — фортепіано (4), програмування (4), синтезатори (4), додатковий вокал (5), беквокал (11)
- Ендрю Гертлер[en] — додатковий вокал (5)
- Коннор Брашіє — додатковий вокал (5), беквокал (11)
- Джосія Ван Дієн — додатковий вокал (5), беквокал (11)
- Зіггі Шаретон — додатковий вокал (5)
- Портер Шилдс — аранжування приспіву (5, 7, 12), беквокал (5, 7, 12)
- Ембер Ніколь — беквокал (5, 7, 12)
- Мілла Сантана — беквокал (5, 7, 12)
- Івет Ровіра — беквокал (5, 7, 12)
- Андерсон Пак — барабани (5), перкусія (5)
- Роб Муз[en] — струнні (5)
- Джон Раян[en] — гітара (6), programming (6), синтезатори (6)
- Шайна Евонюк — струнна композиція (8, 15), струнні (8), viola (15, 17), скрипка (15, 17)
- Лерой Горнс — саксофон (10)
- Алісса Роват — беквокал (11)
- Каушлеш «Гаррі» Пурохіт — беквокал (11)
- Зубін Таккар — беквокал (11), гітара (16, 17, 19–24), програмування (16, 19), струнна композиція (23)
- Ріккі Рід[en] — програмування барабанів (11)
- Аарон Стерлінг[en] — барабани (13)
- Морган Парос — струнна композиція, струнні (13)
- Бен Дарвіш — фортепіано (15)
- Дейв Гаскетт — бас (16, 19–24)
- Майк Сліт — барабани (16, 19–24)
- Едді Руйтер — клавішні (16, 19–24), мелотрон (16, 21)
- Surf Mesa[en] — реміксер (18)
- Джессі Макгінті — духові (22, 23)
- Майкл Кордон — духові (22, 23)
- Патрік Райлі — струнні (22–24), струнна композиція (23)

Техніки
- Джордж Сіера — зведення[en] (1, 4–8, 10, 14, 17), звукорежисер (1–12, 14, 17, 18), інженер (13)
- Марк "Спайк" Стент[en] — зведення (2, 3, 11–13, 18)
- Менні Маррокін[en] — зведення (9, 15)
- Ендрю Торнтон — зведення (16, 19–24)
- Зубін Таккар — зведення (16, 19–24), звукорежисер (17)
- Ренді Меррілл[en] — інженер мастеринга (3–8, 12–14, 18)
- Іданія Валенсія — інженер мастеринга (15, 16, 19–24)
- Джеремі Гетчер — звукорежисер (1–4, 10, 11, 13, 18), інженер (5–8, 12, 14)
- Скотт Гарріс — звукорежисер (4)
- Френк Дьюкс[en] — звукорежисер (9)
- Джош Гудвін — звукорежисер, вокальний продюсер (9)
- Шон Мендес — звукорежисер (15)
- Майкл Флаерті — звукорежисер (16, 19–24)
- Том Вуд — звукорежисер (16, 19–24)
- Нейт Мерсеро — звукорежисер (17)
- Піт Мін — звукорежисер (17)
- Майкл Леман Боддікер — інженер (2, 4, 8, 17, 18)
- Брендон Ледже — інженер (9)
- Тайлер Мерфі — інженер (9)
- Едді Руйтер — інженер (21, 24)
- Робін Флоран — інженер зведення (9)
- Кріс «TEK» О'Раян — вокальний інженер (9)
- Майк Гнокато — асистент зведення (1, 4–8, 10, 14)
- Метт Волах — асистент зведення (3, 11–13)
- Кріс Галланд — асистент зведення (9)
- Джеремі Інхабер — асистент зведення (9)
- Каушлеш «Гаррі» Пурохіт — асистент звукорежисера (1–8, 10–14)

## Чарти
| Чарт (2020)                                          | Найвища позиція |
| ---------------------------------------------------- | --------------- |
| Австралія Australian Albums (ARIA)                   | 2               |
| Австрія Austrian Albums (Ö3 Austria)                 | 8               |
| Бельгія Belgian Albums (Ultratop Flanders)           | 4               |
| Бельгія Belgian Albums (Ultratop Wallonia)           | 24              |
| Канада Canadian Albums (Billboard)                   | 1               |
| Чехія Czech Albums (ČNS IFPI)                        | 6               |
| Данія Danish Albums (Hitlisten)                      | 10              |
| Нідерланди Dutch Albums (MegaCharts)                 | 3               |
| Фінляндія Finnish Albums (Suomen virallinen lista)   | 22              |
| Франція French Albums (SNEP)                         | 44              |
| Німеччина German Albums (Offizielle Top 100)         | 8               |
| Угорщина Hungarian Albums (MAHASZ)                   | 20              |
| Ірландія Irish Albums (OCC)                          | 11              |
| Італія Italian Albums (FIMI)                         | 15              |
| Японія (Japan Hot Albums) (Billboard Japan)          | 66              |
| Японія Japanese Albums (Oricon)                      | 75              |
| Литва (Lithuanian Albums) (AGATA)                    | 6               |
| Нова Зеландія New Zealand Albums (Recorded Music NZ) | 4               |
| Норвегія Norwegian Albums (VG-lista)                 | 6               |
| Польща Polish Albums (ZPAV)                          | 12              |
| Португалія Portuguese Albums (AFP)                   | 5               |
| Іспанія (Spanish Albums) (PROMUSICAE)                | 5               |
| Швеція Swedish Albums (Sverigetopplistan)            | 23              |
| Швейцарія Swiss Albums (Schweizer Hitparade)         | 6               |
| Велика Британія UK Albums (OCC)                      | 12              |
| США Billboard 200                                    | 1               |

## Історія випуску
| Регіон | Дата          | Формат                                    | Лейбл      | Прим.  |
| ------ | ------------- | ----------------------------------------- | ---------- | ------ |
| Різні  | 4 грудня 2020 | Цифрове завантаження потокове відтворення | Island     | [ 8 ]  |
| Світ   | 4 грудня 2020 | Касета CD LP                              | Virgin EMI | [ 59 ] |